# Діонісіо Перес Манріке де Лара
Діонісіо Перес Манріке де Лара, маркіз де Сантьяго (ісп. Dionisio Pérez Manrique de Lara; 14 жовтня 1599–1678) — іспанський аристократ і колоніальний чиновник, губернатор Нового Королівства Гранада і президент Королівської авдієнсії Санта-Фе-де-Боготи від 1654 до 1662 року. Також представляв королівську владу в Лімі та Кіто.

## Біографія
Походив з одного з найвідоміших кастильських шляхетних родів Манріке де Лара. Закінчив Університет Алькали, здобувши ступінь доктора права. Від 1624 до 1625 року був ректором своєї ж альма-матер.
27 березня 1627 року зайняв пост прокурора Ліми. 10 червня 1642 року був призначений на посаду президента Королівської авдієнсії Кіто. 31 серпня 1651 року де Лара отримав указ про призначення на пост президента Королівської авдієнсії Санта-Фе, втім реально зайняв його лише в квітні 1654 року. Його врядування тривало вісім років, після чого він вийшов у відставку.